# Storena colossea
Storena colossea là một loài nhện trong họ Zodariidae.
Loài này thuộc chi Storena. Storena colossea được William Joseph Rainbow miêu tả năm 1920.